# Давид Гільберт
Давид Гільберт (нім. David Hilbert; 23 січня 1862, Велау тепер смт Знаменськ Гвардєйського району Калінінградської області — 14 лютого 1943) — німецький математик. У 1910—1920-их роках (після смерті Анрі Пуанкаре) був визнаним світовим лідером математиків.

## Життєпис
Особистість, глибоко занурена в свою роботу і повністю віддана науці — Давід Гільберт. Він виявився каталізатором науки, й надихаючим учителем, який не знав втоми й був наполегливий у всіх своїх різнобічних прагненнях.

### Ранні роки
Давид Гільберт народився в містечку Велау поблизу Кенігсберга, в сім'ї місцевого судді Отто Гільберта. Для батька його син-первісток був надією на майбутнє й славу роду Гільбертів у юриспруденції чи політиці. Родинне коліно Гільбертів дослідники ведуть від XVIII століття: Йоганн Християн Гільберт, почавши з мідника, став успішним оптовим торговцем мереживами. Маючи в своєму підпорядкуванні більше сотні службовців, він вважався «найіменитішим громадянином» у маленькому містечку Бранд неподалік Фрейберга. На жаль, він помер, залишивши своїх дітей зовсім маленькими, а його спадщина була розтрачена не надто вимогливими опікунами. Бідність змусила його сина Християна Давида Гільберта піти в учні до цирульника. Служба військовим цирульником в армії Фрідріха Великого закинула його в Кеніґсберг. Мабуть, це була людина виняткової енергії й працьовитості. Він купив цирульню, потім записався в місцевий університет, вивчав медицину, після чого набув право стати міським хірургом і акушером. З цього часу Гільберти стали людьми з професією й вибирали дружин, як правило, серед дочок купців. Один з численних дітей Християна Давида — Давид Фюрхтготт Леберехт — був дідом Давида. Він був суддею й носив досить почесний титул Geheimrat. Його син Отто займав, до моменту народження Давида, посаду окружного судді. Один з його братів був адвокатом, а другий — директором гімназії.
Родовід Давида по материнській лінії менш відомий: Карл Ердтман був купцем з Кеніґсберга, його дочка Марія Тереза стала матір'ю Давида. Його матері судилося відіграти значну роль у вихованні та формуванні долі сина: Марія, яка захоплювалася філософією й астрономією, розгледіла в Давидові неабиякі математичні здібності, які він почерпнув від неї, бавлячись простими числами й формами.
Дитинство й виховання Гільберта, як і більшості підлітків Кенігсберга, пройшло в «кантівській» атмосфері. Батько виховував Давида на консервативних підвалинах, звичних для прусського суспільства: пунктуальності, ощадливості, відданості обов'язку, старанності, дисципліні й повазі до закону. Натомість, від матері він черпав захоплення світом та імпровізацію. Саме мати звернула увагу сина й на сузір'я, ввела його в світ тих цікавих «простих» чисел, які, на відміну від інших, діляться тільки на себе і на 1.

### Шкільне навчання
В підготовчій школі Фрідріхсколеджа Давид отримував перші уроки, необхідні для подальшого навчання в гуманітарній гімназії. Це було читання, письмо на латинському й готичному алфавітах, правопис, аналіз простих речень, вивчення частин мови, заучування важливих біблійних історій. Були ще й уроки простої арифметики, що включала додавання, віднімання, множення й ділення невеликих чисел. Пройшовши навчання в такій початковій школі, Давид автоматично зараховувався до гімназії, задля здобуття знань та набуття, в майбутньому, якоїсь спеціальності-фаху, чи духовного сану, чи можливості далі навчатися й стати університетським професором.
Гімназія, яку обрали для Давида його батьки, вважалася найкращою в Кенігсберзі — старовинна приватна школа, Friedrichs-Kollegium, заснована в 1698 році як школа поетів. 1701 року вона стала королівською — і називалася відтепер «Колегіум Фрідеріціанум». 1732 року туди, як учень, ходив майбутній філософ Іммануїл Кант. Батьківський вибір виявився не дуже вдалим, адже перебування в гуманітарній школі «для обраних», куди ходили діти майже всіх найповажніших кенігсберців, обтяжувала хлопчину-індивідуаліста. Майже одночасно з ним Альтштадську гімназію відвідували майбутні наукові світила: Макс і Віллі Вінни, Арнольд Зоммерфельд і Герман Мінковський.
У Давида були дуже погані здібності до заучування напам'ять, а в Friedrichskollegium вважалося, що «запам'ятати і вивчити — одне й те саме». Але, незважаючи на всі ці труднощі, він ніколи не відставав від своїх шкільних товаришів. Він був працьовитим і ясно уявляв собі сутність прусської системи освіти. Не було жодних дурних витівок з його боку. На відміну від Ейнштейна, він довчився в гімназії до кінця, поки не склав Abitur.
Батьки, бачачи здібності сина, спрямували його до Вільгельм-гімназії, де Давид відчував себе набагато щасливішим. Саме тут учителі оцінили й почали заохочувати його оригінальну особистість. Після винятково успішної здачі письмового іспиту його звільнили від заключного випускного усного іспиту. Характеристика на зворотному боці посвідки про закінчення гімназії відзначала його старанність і серйозний інтерес до науки: «Що стосується математики, то тут він завжди виявляв жвавий інтерес і глибоке розуміння: він найкращим чином опанував увесь матеріал, пройдений в школі, і навчився застосовувати його з упевненістю і винахідливістю».

### Перші університети
Восени 1880 року Давид Гільберт поступив до Кенігсберзького університету. Університет його рідного міста, хоча й вельми віддалений від основного центру подій у Берліні, за своїми науковими традиціями був одним з найвидатніших у Німеччині. Там викладав Якобі, за часів Гаусса, він вважався другим математиком в Європі, а його наступнику, Рішельє, належить заслуга відкриття генія Карла Веєрштраса.
Всупереч бажанню батька, Давид Гільберт записався не на юридичний, а на математичний курс, який, на ті часи, належав до філософського факультету. Там він і затоваришував з Германом Мінковським та Адольфом Гурвіцом.
Під час свого першого семестру в університеті Гільберт слухав лекції з інтегрального числення, теорії визначників і кривизни поверхонь. У другому семестрі, наслідуючи популярний університетський звичай тогочасся — мандрувати поміж університетами, він вирушив до Гайдельберзького університету. У Гайдельберзі Гільберт відвідував лекції Лазара Фукса, математика, ім'я якого стало синонімом лінійних диференціальних рівнянь. У наступному семестрі Гільберт міг би переїхати в Берлін, де знаходилося сузір'я відомих науковців: Вейерштрасс, Куммер, Кронекер і Гельмгольц, однак, будучи глибоко прив'язаним до міста свого дитинства, він повернувся в Кенігсберзький університет. На той час в Кенігсберзі був тільки один повний професор математики — Генріх Вебер: винятково обдарована й багатогранна людина, наступник Якобі і Рішельє. У Вебера Гільберт слухав лекції з теорії функцій і вперше познайомився з теорією інваріантів, наймоднішою математичної теорією того часу.

### Доцент
Після закінчення університетського курсу, який тривав вісім семестрів, і був необхідним для отримання докторського ступеня, Гільберт почав обмірковувати можливі теми для дисертації. Проблема, яку Ліндеман запропонував Гільберту для роботи над дисертацією, стосувалася питання про властивості інваріантності деяких алгебричних форм. Вона була досить важкою для дисертації, проте не настільки, щоб не можна було очікувати її розв'язання. Проявивши оригінальність, Гільберт розв'язав її способом, відмінним від того, який, на загальну думку, міг привести до успіху. У лютому 1885 року Гільберт захистив докторську дисертацію «Про базис у просторі інваріантів», його науковим керівником був Ліндеман.
А в травні 1885 року, за наполяганням друга Гурвіца, вирушив до Лейпцига, де відвідував лекції Кляйна і брав участь в його семінарі. У березні 1886 за порадою Кляйна вирушив на семінар до Парижа, де прослухав лекції Пуанкаре, Пікара, Ерміта, Жордана. Повернувшись до Кенігсберга, Гільберт представив габілітаційні тези і прочитав лекцію на факультеті, після чого отримав титул асистент-професора і право читати лекції в університеті.
Відвідування інших університетів та семінарів різних науковців спонукали Гільберта до висновку, що, ставши доцентом, викладатиме лекції на різні теми, без повторень, як це робили багато інших викладачів, і тим самим буде навчати не тільки своїх студентів, а й себе. Оскільки в Кенігсберзі було мало студентів-математиків, Гільберт, окрім товариства математиків, навідувався й до натуралістів. З роками він уже займав посаду асистент-професора й міг заглибитися в наукові розрахунки. Коли Гільберт зрозумів, що нічого перспективного на цьому місці роботи він не доб'ється, щоб побороти нудьгу він вирушив у другу ознайомчу поїздку. Оскільки результат першої поїздки його не задовольнив, вдруге він планував поїздку заздалегідь, адже хотів зустрітися з двадцять одним найбільшим математиком. І під час другої поїздки він отримав можливість зустрітися з Паулем Горданом, Феліксом Кляйном, Леопольдом Кронекером, Карлом Вейєрштрассом і Германом Шварцем.
Під враженнями від поїздки, Гільберт, повернувшись до Кенігсбергу, почав роботу над розв'язанням математичної проблеми, яку запропонував Пауль Гордан, — доведення скінченного базису. Після місяців важкої роботи Гільберт думав, що прийшов до правильного розв'язку проблеми. Він був упевнений, що зробив математичний прорив і тому радість від відкриття переповнювала його. Але, на жаль, його розв'язання проблеми не справило враження на видатних математиків, а Гордан ні в яку не бажав приймати доведення Гільберта. Але один видатний математик, Фелікс Кляйн, прочитавши результати, залишився задоволеним запропонованими розв'язанням і запросив Гільберта до Геттінгенського університету для подальшого навчання й роботи. Саме це, в подальшому, і дозволило Гільберту знайти конструктивні доведення розв'язку проблеми Гордана в 1892 році, і цього разу автор проблеми залишився задоволеним розв'язанням.

### Одруження й родина
Хоча більшість свого життя Давид Гільберт заповнив числами й рівняннями, та радості життя не були йому чужими. До того в Кенігсбергу, з близькими йому за духом молодими людьми, буяло світське життя. Гільберт був веселим хлопцем з репутацією «енергійного танцюриста». Він невтомно фліртував з багатьма дівчатами, однак його улюбленою партнеркою в різних розвагах була Кеті Еран, дочка Кенігсбергзького торговця. То ж нікого вже й не подивувало, що 12 жовтня 1892 року Давид Гільберт і Кеті Еран побралися.
Така звістка обнадіяла батьків, що їх син займеться чимсь прикладним. До того ж 11 серпня 1893 року, на морському курорті Кранц, у Гільбертів народилася перша дитина — син Франц.. А вже через кілька тижнів після народження сина, Гільберт подався до Мюнхена, на щорічні збори Німецького математичного товариства, яке такими конгресами забезпечувало тісніші контакти між різними галузями математики. Тут він представив два нових доведення розкладу алгебраїчних чисел на прості. Хоча це були перші публічні кроки Гільберта в сфері алгебраїчних чисел, його компетентність у цих питаннях справила позитивне враження на інших членів товариства.
Після отримання 1895 року запрошення до Геттінгенського університету від професора Кляйна, Гільберт вирішив переїхати жити зі своєю сім'єю в Геттінгені. Успіхи у формуванні сімейного вогнища надихали молодого математика до більших звершень.

### Професор
Наступного року він став професором математики в Кенігсберзі. 1895 року на запрошення Фелікса Клейна перейшов працювати до Геттінгенського університету, де залишився аж до кінця життя. Серед його прямих учнів у Геттінгені були: Ернст Цермело, Герман Вейль, Джон фон Нейман, Ріхард Курант, Гуґо Штайнгауз, Вільгельм Аккерман, шаховий чемпіон Емануїл Ласкер та інші. Також своїм вчителем його вважали Еммі Нетер та Алонзо Черч.
1897 року вийшла його монографія «Zahlbericht» («Доповідь про числа») з теорії алгебраїчних чисел. На Другому Міжнародному конгресі математиків у Парижі в 1900 році Гільберт сформулював 23 важливих математичних проблеми, розв'язання яких, на його думку, сприяло б подальшому розвитку математики. Від 1902 року Гільберт стає редактором найавторитетнішого математичного журналу «Mathematische Annalen». У 1910-х роках Гільберт створює сучасний функціональний аналіз, запровадивши поняття гільбертового простору. Одночасно він консультує Ейнштейна і допомагає йому в розробці чотиривимірного тензорного аналізу, який є основою загальної теорії відносності.
У 1920-х роках Гільберт та його школа зосередилися на побудові аксіоматичних обґрунтувань математики. Для збереження всіх досягнень класичної математики Д. Гільберт розробив програму побудови основ математики. Він зробив спробу формалізації всієї математики, побудувати її як формальну аксіоматичну теорію. Результатом такої теорії є точний математичний об'єкт, який можна використати для розгляду іншої вже змістовної теорії, яку Д. Гільберт назвав метаматематикою. Для підтвердження цієї теорії була необхідність доведення несуперечності формальної математики. Проте видатний математик Курт Гедель у своїх визначних теоремах про неповноту довів принципову обмеженість методу формалізації.
З 13 березня 1924 року був дійсним членом Наукового товариства імені Шевченка.

### Останні роки
Уже з 20-х років ХХ-го століття стан здоров'я Гільберта постійно погіршувався. Восени 1925 року нарешті було визначено, що він страждає на злоякісну анемію. Але науковець не зважав на це, продовжував працювати та викладати. На початку 1925 року Уіпл і Робшайт-Роббінс виявили якісний вплив сирої печінки на відновлення крові, а 1926 року Майнот в Америці застосував їх роботу для лікування злоякісної анемії. Дізнавшись про ці наукові дослідження родина науковця замовила препарати, невдовзі стан Гільберта, після прийняття ліків, став поліпшуватися.
Та була в німецькому науковому товаристві одна усталена норма, яка таки змусила спинити науковця — у січні 1930 року Гільбертові виповнилося 68 років — вік, за яким будь-який професор в Німеччині повинен був йти у відставку. У зимовому семестрі 1929—1930 він прочитав своє «Прощання з педагогічною діяльністю», а навесні 1930 пішов у відставку. Його наступником на кафедрі став Герман Вейль. Але наукове та світське середовище, вразили Гільберта своїм пошанівком до нього: одну з вулиць Геттінгена було названо Гільбертштрассе, а міська рада Кенігсбера вирішила присвоїти своєму знаменитому синові почесне громадянство.
1932 року на виборах перемогла націонал-соціалістична партія, а в січні наступного року Гітлер став канцлером Німеччини, відтак майже відразу ж за цим всім університетам було наказано звільнити зі своїх штатів викладачів-євреїв. Ультиматум Гітлера стосувався багатьох професорів Математичного інституту в Геттінгені: Куранта, Ландау, Е. Нетер, Бернайса та інших. Друзів Гільберта було відправлено у «вимушену відпустку», а незабаром майже всі вони виїхали з країни. Гільберт змушений був спостерігати стагнацію німецької науки.
14 лютого 1943 Давид Гільберт помер, через рік після перелому руки на вулиці, від отриманої травми з'явилися ускладнення, пов'язані з фізичною нерухомістю. У розпал Другої світової війни мало хто цікавився долею математика, відтак не більше дюжини людей завітало на ранкову панахиду в вітальні будинку на Вільгельм Веберштрассе.

## Науковий шлях
Особливістю наукової творчості Гільберта є те, що її можна розділити на кілька періодів, у кожному з яких він займався тільки завданнями з однієї області, а потім занурювався в іншу область.

### Період теорії інваріантів
З 1885 по 1893 Гільберт присвячував себе теорії інваріантів. Вперше йому цю, новомодну в колі математиків, теорію доніс Генріх Вебер на своїх лекціях з теорії чисел і теорії функцій. Коли дослідники життя Гільберта формували його надбання то помітили записи перших лекцій Вебера з теорії чисел, засмальцьовані, вони свідчили що ними ретельно послуговувалися. Очевидно, це сталося опісля закінчення восьмисеместрового університетського курсу, коли постала необхідність вибору теми для дисертації для отримання докторського ступеня. В ній Гільберт повинен був отримати якісь оригінальні результати в математиці. Його наставник-опікун, професор Ліндеманн, порекомендував взяти завдання з теорії алгебраїчних інваріантів.
Теорія алгебраїчних інваріантів вважалася, на ті часи, дуже сучасною областю, її коріння сягало ще в аналітичну геометрію, винайдену Рене Декартом в XVII столітті. У декартовій системі координат площинні горизонтальні координати це дійсні числа, що позначаються через х, вертикальні координати — теж дійсні числа, які позначаються через у. Користуючись цими координатами, кожну точку площини можна ототожнити з парою дійсних чисел х, у. Завдяки цьому геометричні фігури можна виразити через алгебраїчні рівняння, і навпаки, алгебраїчні рівняння можна зображувати геометричними фігурами. Тим самим проявляються як геометричні, так і алгебраїчні поняття (смисли), а також відносини між ними — геометричні ідеї стають абстрактнішими і легше формульованими, а алгебраїчні ідеї — більш живими і доступнішими інтуїції.
Так само, як розмір і вид фігур не залежать від їх положення щодо системи координат, так і деякі властивості відповідних алгебраїчних виразів теж не залежать від системи координат. Ці «інваріанти» служать для опису даної (певної) геометричної фігури. Так, цілком природно, розвиток проективної геометрії, що вивчає часто абсолютно разючі перетворення, пов'язані з проектуванням, сприяючи паралельному розвитку алгебри, концентрується на вивченні інваріантів алгебраїчних форм щодо різних груп перетворень. Водночас алгебраїчний підхід незабаром таки здобув перемогу над геометричним, а теорія алгебраїчних інваріантів стала предметом всепоглинаючого інтересу великого числа математиків, і суттєвий поштовх цьому дав саме Давид Гільберт.
Молодий математик довів основну теорему про існування кінцевого базису в кільці всіх інваріантів. Продовженням цих його досліджень стали роботи з теорії абстрактних полів, кілець і модулів, що фактично охоплюють сучасну алгебру. Роботи Гільберта з теорії інваріантів підвели риску під цією областю математики.

## Наукові звершення
Наукові праці Давида Гільберта і звершення науковця вплинули на розвиток математичних наук аж до теперішнього часу. Його прониклива інтуїція, творча міць і неповторна оригінальність математичного мислення, широта і різнобічність інтересів зробили Гільберта першовідкривачем у багатьох галузях математики.

### Внесок у математику
Давид Гільберт був математиком-універсалом. Його ім'я зустрічається майже в усіх розділах сучасної математики, а наукова біографія чітко розпадається на періоди:
- теорія інваріантів (1885—1893),
- теорія алгебраїчних чисел (1893—1898),
- основи геометрії (1898—1902),
- принцип Діріхле і суміжні проблеми варіаційного числення та диференційних рівнянь (1900—1906),
- теорія інтегральних рівнянь (1900—1910),
- розв'язання проблеми Воринга в теорії чисел (1908—1909),
- основи математичної фізики (1910—1922),
- логічні основи математики (1922—1939).

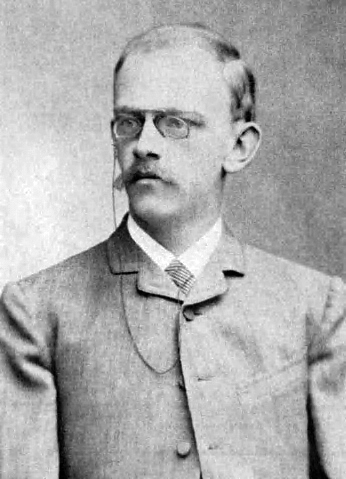
Давид Гільберт у 1886

### Константи та визначення
Універсалізм і наукові здобутки привели до загальносвітового визнання Давида Гільберта в науковому колі. В знак пошани до його праць, в науковому товаристві було поширено утвердити кілька означень із найменням цього ученого:
- гільбертів простір
- нерівність Гільберта[en]
- перетворення Гільберта
- інваріантний інтеграл Гільберта
- гільбертова теорема нескоротності[en]
- теорема Гільберта про базис
- аксіоматика Гільберта
- підгрупа Гільберта*
- поле класів Гільберта
- Теорема Гільберта (диференціальна геометрія)

### Книги й видання
- «Grundlagen der Geometrie». Teubner, Leipzig 1903
- «Die Grundlagen der Physik». Erste Mitteilung, vorgelegt in der Sitzung vom 20. November 1915. Nachrichten von der Koeniglichen Gesellschaft der Wissenschaften zu Goettingen, Math-physik. Klasse, 1915
- «Grundzüge einer allgemeinen Theorie der linearen Integralgleichungen». Teubner, Berlin 1912.
- «Gesammelte Abhandlungen». Julius Springer, Berlin.
  - «Erster Band: Zahlentheorie». 1932
  - «Zweiter Band: Algebra, Invariantentheorie, Geometrie». 1933
  - «Dritter Band: Analysis, Grundlagen der Mathematik, Physik, Verschiedenes, Lebensgeschichte». 1935
- «Übersetzung: Foundations of Geometry». 1902 Gutenberg eText
- «Grundzüge der theoretischen Logik». 1928 mit Wilhelm Ackermann

## Відгуки інших математиків
- Макс фон Лауе: «У моїх споминах ця людина залишилась таким генієм, рівного якому я ніколи не бачив»
- Петро Новіков: «Ідеї Гільберта були переломним моментом у питаннях основ математики і початком нового етапу в розвитку аксіоматичного методу»
- Норберт Вінер: «Гільберт немовби втілював у собі найкращі традиції великих геніїв минулого… Незвичайно гостре абстрактне мислення поєднувалось в нього з разючим умінням не відриватися від конкретного фізичного змісту проблеми.»
- Герман Вейль: «Ми, математики, часто оцінюємо свої успіхи міркою того, які з Гільбертових проблем пощастило досі розв'язати.»
- Жан Дьєдонне: «Можливо, Гільберт найглибше впливав на математичний світ не так своїми геніальними відкриттями, як будовою свого розуму; він навчив математиків мислити аксіоматично, тобто прагнути кожну теорему звести до найсуворішої логічної схеми… Зі своєю інтелектуальною, дедалі вимогливішою чесністю, у пристрасній потребі зрозуміти, в невтомному прагненні до все більш єдиної, все чистішої, позбавленої зайвого, науки Гільберт воістину втілював ідеал математика для покоління „між двома війнами“.»
- Ріхард Курант: «Д. Гільберт був одним з воістину великих математиків свого часу. Його праці та натхнена особистість, як ученого, справили глибокий вплив на розвиток математичних наук аж дотепер.

Прониклива Гільбертова інтуїція, творча могутність та неповторна оригінальність мислення, широчінь та розмаїтість інтересів зробили його першовідкривачем у багатьох розділах математики. Він був унікальною особистістю, глибоко зануреною у власну роботу й цілковито відданою науці, це був учитель і керівник найвищого класу, який умів надихати й підтримувати, який не знав утоми і був наполегливим в усіх своїх пориваннях.»

## Нагороди та премії
- Премія імені М. І. Лобачевського (1903)
- Премія Понселе (1903)
- Медаль Котеніуса (1906)
- Премія Бояї (1910)
- Почесний городянин Кьонігсберга (1930)
- Член Геттінгенської академії наук.